# Nature morte au lapin et à la perdrix
Nature morte au lapin et à la perdrix – ou Le Retour de la chasse – est un tableau réalisé par le peintre français Jean Siméon Chardin en 1727-1728. Cette huile sur toile est une nature morte qui représente deux pièces de gibier, une perdrix et un lapin, laissés à côté d'une orange au retour d'une chasse. Partie des collections du musée du Louvre, à Paris, l'œuvre se trouve depuis 1967 en dépôt au musée de la Chasse et de la Nature.